# Periodične publikacije
Periodične publikacije (eng. periodicals) su neomeđene publikacije koje izlaze u više svezaka radi informiranja javnosti o nekoj tematici. Izlaženje im nije vremenski određeno, začinju se s namjerom da izlaze u beskonačnome broju svezaka,  a prestaju izlaziti zbog različitih razloga ( finacijskih, političkih, osobnih ), no nikad zato što se iscrpila građa koja se obrađuje. Svaki svezak periodične publikacije je rad više autora. Pripadnost svakog pojdinačnog sveska određenoj publikaciji vidljiva je u naslovu, sadržaju i vanjskom izgledu. Sami za sebe pojedinačni svesci nemaju samostalno značenje. 
Periodične publikacije su: novine, časopisi, revije i magazini.

## Novine
Novine su publikacije bez korica koje izlaze periodično. Sadrže tekstove različitih oblika i sadržaja.
Prema sadržaju koji objavljuju novine dijelimo na: informativno-političke, zabavno – revijalne, specijalizirana izdanja. 
Novine koje izlaze svakoga dana nazivamo dnevnicima, one koje izlaze jedanput tjedno tjednicima, a one koje izlaze jedanput u mjesecu mjesečnicima.
Prve tjedne novine izašle su u Firenci 1597. 
Prve dnevne novine bile su Daily Courant  (London, 1702.).
Prve hrvatske novine: 
- na latinskom: Ephemerides Zagrebienses (Zagreb, 1771.
- na hrvatskom i talijanskom: Kraljski Dalmatin (Zadar, 1806.)
- samo na hrvatskom: Novine Horvatske (Lj. Gaj, 1835.) s književnim prilogom Danicza

## Časopisi
Časopisi su serijske publikacije s koricama koje izlaze u redovitim vremenskim razmacima, kraćim od godine dana, a dužim od petnaest dana. 
Kao o vrsta publikacije nastali je iz almanaha i kalendara. Časopisi, za razliku od novina, imaju manje dimenzije, veći broj stranica i korice. 
Mogu biti: mjesečnici, dvomjesečnici, tromjesečnici, polugodišnjaci ili godišnjaci.   Časopisi, kao i novine, mogu biti zabavnoga, stručnoga, umjetničkoga ili znanstvenog sadržaja.
Razlikujemo:
Opće ili popularne časopise, namijenjene najširem krugu čitatelja. Specijalizirane časopise poput književnih i znanstvenih časopisa koji su namijenjeni posebnom sloju čitatelja.

## Povijest
Prvi se časopisi javljaju u 17. stoljeću u Francuskoj i Engleskoj. Prva periodička publikacija 1665. godine je Journal de Scavans. 
Prvi se časopisi javljaju u Hrvatskoj polovicom 19 stoljeća. Prvi časopis u Hrvatskoj jest Agramer Theatar Journal 1815. godine.
Prvi časopis u povijesti bosansko – hercegovačke periodike je Bosanski prijatelj tiskan 1850. godine.
U posljednjih desetak godina sve veći broj časopisa prelazi iz papirnatog u elektronički format.
Prvi e-časopisi pojavili su se još sedamdesetih godina 20. stoljeća prvi s punim tekstom bio je Online Journal of Current Clinical Trials, 1992. 
U Hrvatskoj se prvi mrežni časopis pojavljuje 1994. pod nazivom @fer.hr. 
Pod pojmom elektronički časopis podrazumijevaju se svi časopisi koji su dostupni u elektroničkom obliku, danas se uglavnom podrazumijeva da su dostupni preko World Wide Web-a.
Oni su posebna vrsta elektroničkog dokumenta koji imaju svrhu omogućavanja materijala za akademska istraživanja i proučavanja, oblikovani su približno jednako tiskanim časopisima, meta podaci upisani su u specijaliziranoj bazu podataka i najčešće su dostupni preko akademskih i specijaliziranih knjižnica.
Elektronički časopis organiziran je kao baza podataka, tj. svaki članak koji se nalazi u časopisu opisan je setom podatka (autor, naziv časopisa, ISSN broj, stranica, ustanova autora itd.), što olakšava njihovo pretraživanje i listanje.
Elektroničke serijske publikacije, s obzirom na način pristupa, razlikujemo daljinski dostupne na računalnoj mreži ili mjesno dostupne na CD-u, disketi, 
DVD-u. 
Drži se da danas u svijetu izlazi više od 100 000 časopisa.
Revije su različite publikacije ( od književnih časopisa do zabavnih listova) bogato ilustrirane koje izlaze tjedno ili polumjesečno.  
Magazini su jedna od najpopularnijih vrsta publikacije. Prošli su razvojni put od skromne opreme i malog broja stranica do suvremenog luksuznog izdanja. Izlaze pretežno tjedno i objavljuje raznovrsne priloge. Manjeg su formata, korice su na finom papiru u više boja, prepoznatljiva grafička izleta. 
U periodične publikacije možemo još ubrojiti zbornike, almanahe, bibliografije, godišnjake, periodične statistike.
Standard koji se u knjižničarstvu koristi za obradu serijskih publikacija i neomeđene građe je:
ISBD(CR) – Međunarodni standardni bibliografski opis serijskih publikacija i druge neomeđene građe (2005.). 
Prvi Standard ISBD(S) preveden je na hrvatski jezik 1978. godine.
Uz navedeni ISBD(CR) za obradu elektroničkih serijskih publikacija koristi se i
ISBD(ER) Međunarodni standardni bibliografski opis elektroničke građe (2001.). 
Uz brojčane oznake časopisi mogu nositi i kronološke oznake razdoblja za koje izlaze.
Serijskim publikacijama dodjeljuje se ISSN broj.
Primjeri:
- "Naše more" - znanstveni časopis za more i pomorstvo ISSN 0469-6255
- "Vijenac" - književni list za umjetnost,kulturu i znanost ISSN 1330-2787